# Castromil (Zamora)
Castromil  es una localidad española del municipio de Hermisende, en la provincia de Zamora, y la comunidad autónoma de Castilla y León.
Se encuentra situado al noroeste de la provincia de Zamora, junto a la provincia gallega de Orense y a la frontera con Portugal, a la altura de la región histórica de Trás-os-Montes. Pertenece a la denominada Alta Sanabria, una subcomarca de la comarca histórica y tradicional de Sanabria. Las localidades de  Castrelos,  Hermisende, San Ciprián y La Tejera, junto con Castromil, conforman el término municipal de  Hermisende.
Su ubicación geográfica, entre Zamora, Portugal y Galicia, ha generado aquí un habla cuya procedencia genera dudas a los propios habitantes del municipio y sorpresa a los visitantes que observan su notable singularidad, con claras influencias gallegas y portuguesas. Algunos estudiosos han tratado de encuadrar esta habla con la de otros pueblos de las mismas características geográficas, especialmente de la Alta Sanabria.

## Ubicación
Castromil se encuentra situado en una de las esquinas de la provincia de Zamora, confluyendo en uno de sus parajes los antiguos reinos de León, Galicia y Portugal, en el denominado Penedo dos Tres Reinos, que debe su nombre a este hecho y también conocido como Penedo dos Tres Reis o Penedo do Mozo, siendo este uno de los puntos extremos más significativos de la geografía ibérica.
Esta localidad, perteneciente al municipio de Hermisende, se encuentra situada en la franja más occidental de la provincia de Zamora, a 159 km de la capital provincial. Su acceso se hace posible por carretera desde Hermisende, a través de una sinuosa carretera que primero pasa por San Ciprián, esquivando la Sierra de Marabón y en las cercanías del río Tuela. A 150 m de su casco urbano se encuentra la línea divisoria entre las provincias de Orense y Zamora, marcada por un pequeño arroyo llamado Cádavos. Esa misma distancia es la que separa esta población de otra localidad orensana, también llamada Castromil, perteneciente al municipio de La Mezquita.

## Historia
Durante la Edad Media Castromil quedó integrado en el Reino de León, cuyos monarcas habrían acometido la repoblación de la localidad dentro del proceso repoblador llevado a cabo en Sanabria. Tras la independencia de Portugal del reino leonés en 1143 Castromil habría sufrido por su situación geográfica los conflictos entre los reinos leonés y portugués por el control de la frontera, quedando estabilizada la situación a inicios del siglo XIII.
Posteriormente, en la Edad Moderna, Castromil fue una de las localidades que se integraron en la provincia de las Tierras del Conde de Benavente y dentro de esta en la receptoría de Sanabria. No obstante, al reestructurarse las provincias y crearse las actuales en 1833, la localidad pasó a formar parte de la provincia de Zamora, dentro de la Región Leonesa, quedando integrado en 1834 en el partido judicial de Puebla de Sanabria.
Finalmente, en torno a 1850, el antiguo municipio de Castromil se integró en el de Hermisende.

## Paisaje

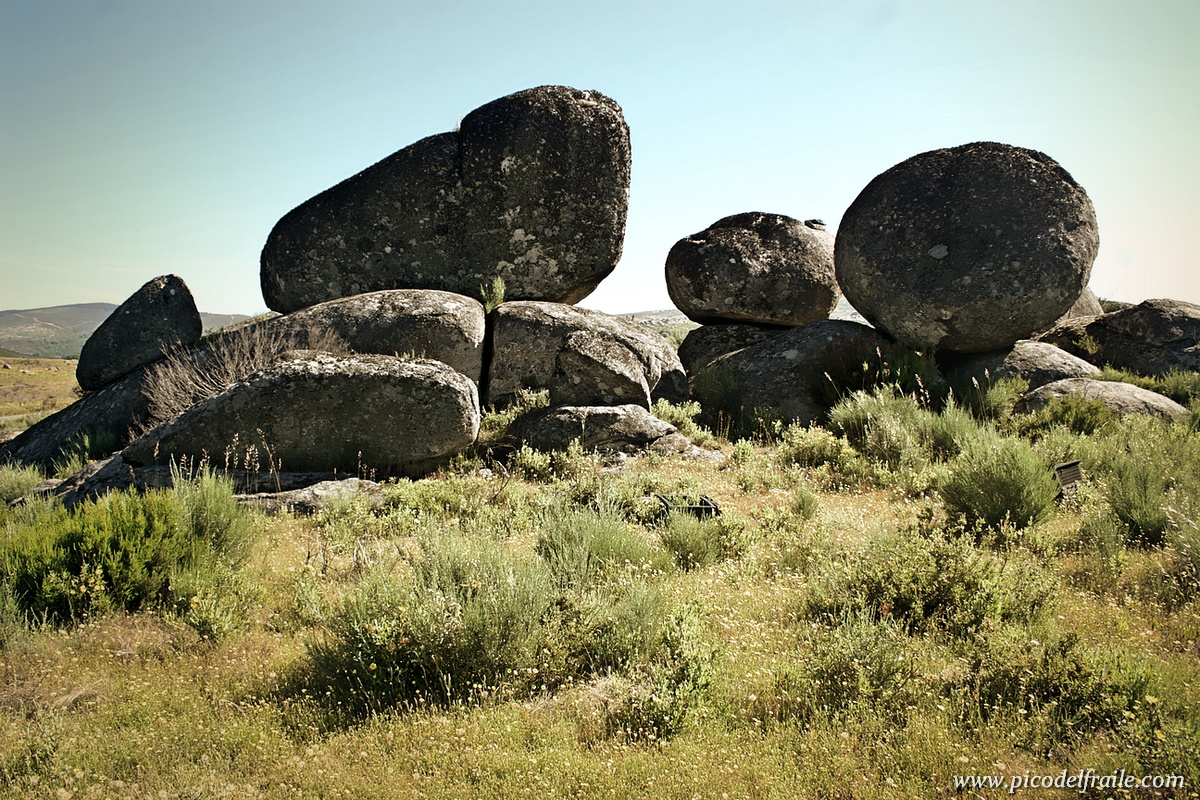
Berrocal conocido como "Penedo do Mozo" por los zamoranos, "Fraga dos tres reis" por los portugueses y "Penedeo dos tres reis" por los gallegos.

Castromil está formado por varios barrios dispersos, siendo el principal de ellos el más denso y compacto con callejas angostas y sinuosas. En dirección oeste se divisa un monte rocoso sobre el que quedan los vestigios del castro que dio nombre a la población, posiblemente de origen posiblemente celta. De aquella época podemos reconocer diversos vestigios como pilas excavadas en peñas, cimientos de cabañas y ciertos dibujos o marcas grabados sobre la roca.
Altitud: 900 metros
Hacia el sur de su término, por el denominado camino del Contrabando, se accede al "Penedo do Mozo" ("Fraga dos tres reis" para los portugueses y "Penedeo dos tres reis" para los gallegos), en el que se encuentra un berrocal, un amontonamiento natural de piedras que se singulariza sobre el entorno por su silueta aguda e inconfundible, en cuya parte superior posee un hito o mojón bien visible. En una de sus caras, se muestra cincelada una gran cruz, con una “E” por debajo junto al número 350, mientras que la cara opuesta incluye una “P”, con el que se ha señalado el punto exacto por el que se pasa la frontera entre España y Portugal. Se dice que su denominación, “Penedo dos Tres Reis” o "Penedo dos Tres Reinos", obedece a que en este enclave se reunieron los monarcas de León, Galicia y Portugal para consensuar el deslinde de sus territorios, siendo este el motivo por el que en el lado portugués colocaron un sencillo monumento, consistente en tres monolitos pétreos que representan a los tres soberanos y al lado una larga hilera de once pináculos, de menor tamaño, para señalar la frontera. En la actualidad, en este punto convergen los términos del pueblo portugués de Moimenta, el gallego de Cádavos y el zamorano de Castromil.

## Leyenda
Relacionado con esta localidad existe una leyenda, trasmitida de generación en generación y que ha dado nombre al paraje llamado de la "Forca de la Moura". Relatan los de Castromil que en ese pago se ahorcó una hermosa doncella musulmana, ante la prohibición de su familia de mantener su relación de amor con un joven cristiano. Cuenta la leyenda popular que la joven no pudo soportar el dolor de la separación de su amado y buscando en la muerte el alivio de su intenso dolor.

## Patrimonio
De su caserío destaca su espléndida iglesia, construida en sillería de granito meticulosamente cincelada. A la vista destaca su presbiterio, cuadrado y más alto que la nave, sobre cuya cumbre y esquinas se yerguen airosos pináculos muy moldurados. La fachada oeste muestra detalles artísticos más suntuosos y gratos, abriéndose en ella su puerta principal, con formas de rectángulo animado por pequeñas orejeras en sus vértices. Su marco, se acompaña de un par de pilastras estriadas y un frontón triangular superior que en la actualidad se encuentra vacío. A los lados existen dos óculos rellenos con tracerías pétreas de peculiar diseño cruciforme. Sobre lo más alto emerge una espadaña, en la que se divisan dos grandes ventanales para las campanas y un agudo ático superior. En su interior, cuenta con una bóveda pétrea sobre su capilla mayor y el resto de la nave muestra una cubierta de madera. Posee varios retablos barrocos, el principal dotado de cuatro columnas salomónicas, en los que se entroniza la imagen de santa Marina, la titular de la parroquia, flanqueada en uno de sus laterales por el altar de santa Ana.

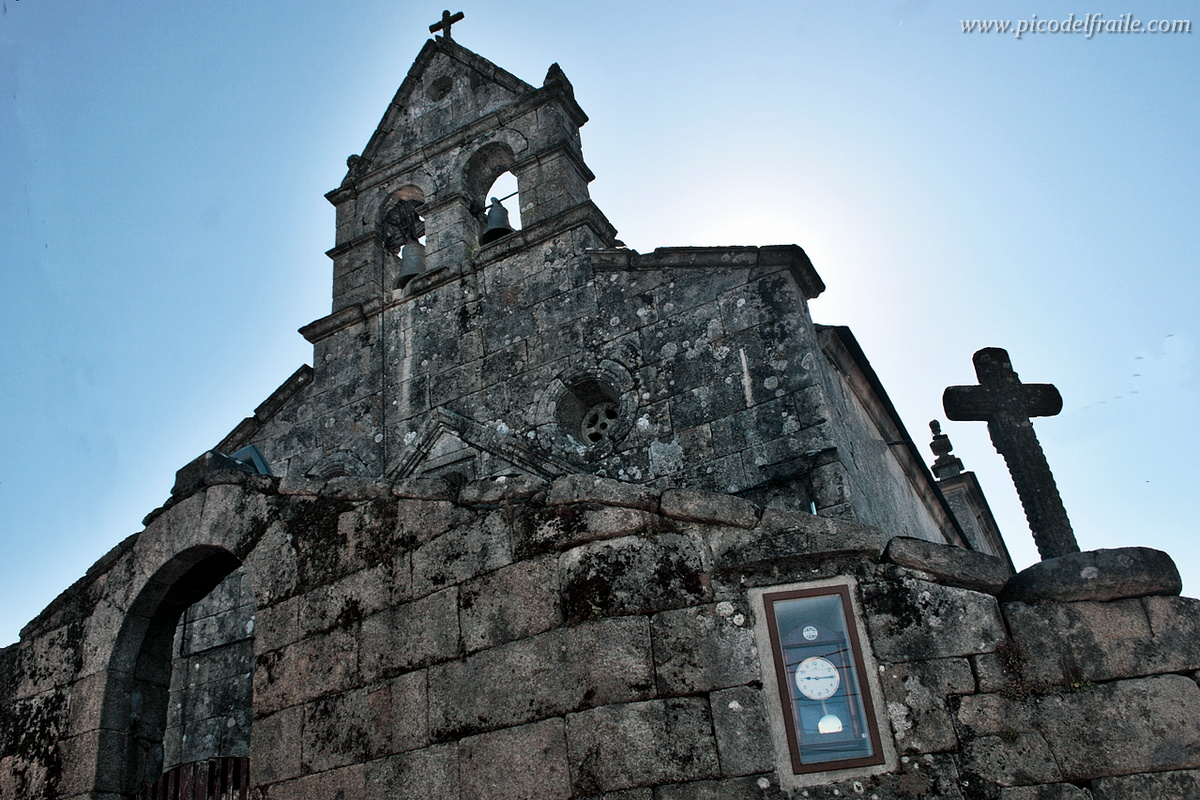
Iglesia de Santa Marina

Sobre la pared del atrio se muestra un sobrio y expresivo crucero, asentado sobre una gran piedra circular. El fuste lleva diversas estrías y largas series de imperfectas bolas o discos encadenados. Arriba, en la cara principal, se reprodujo la figura del Crucificado, quedando en el envés la de la Virgen, de gruesos vestidos acampanados.
De su caserío, construido en sólida piedra, destacan algunas de las más antiguas por sus detalles escultóricos. Una de estas viviendas, situada de forma inmediata a la iglesia, presenta sobre el dintel de su puerta un cincelado relieve, formado por un cáliz con la hostia sobre él, realzado con una vela y una llave en cada lado, con una especie de grueso cordón actuando como marco y, en curiosa asimetría, a la orilla izquierda, una especie de máscara que sujeta una roseta colgada de una especie de barra. En sus cercanías, otro edificio presenta bajo sus ventanas una especie de disco, en cuyo interior muestra un santo con su mano derecha tendida en actitud de bendecir y sujetando una gran llave con la otra. Como testimonio del pasado hidalgo local, se muestra también un suntuoso blasón, en cuyo campo se muestra una estrella de ocho puntas y dos cruces, siendo curiosa la bordura con la que se realza, ya que además del yelmo emplumado y de los habituales motivos vegetales, contiene dos caballeros cabalgando en aparente actitud de acometerse.
En el barrio bajo se encuentra la llamada Cruz da Touza, situada junto a una fuente, pero arrinconada contra las paredes de una finca y disimulada por un arbolillo. Su fábrica muestra que fue labrada sobre una única piedra de unos dos metros y medio de longitud. Su cara principal muestra un Cristo y las inscripciones del INRI en la parte superior y JHS en la inferior. A los lados se reproducen las figuras de la Virgen y san Juan. Su reverso muestra también relieves de extremada expresividad, con la Virgen sosteniendo sobre su regazo a su fallecido hijo, con una especie de arco envolvente y situada sobre arco invertido a modo de media luna. Más abajo se sitúa una compleja composición de tallos y florones, junto con las cabezas de tres angelotes, a los que se suman otros dos más abajo.